# 月亮湖
月亮湖是一个位于中国青海省治多县的湖泊，面积约为55平方千米，属于可可西里自然保护区，2006年6月，可可西里自然保护区管理局巡山队员曾经因油料不足被困月亮湖畔。